# オキナワ散歩日和
『ルーズパッカーin沖縄・オキナワ散歩日和』（ルーズパッカーインおきなわ・オキナワさんぽびより）は、イラストレーター・サカタルージによる2003年発行の日本のイラストエッセー。

## 解説
アジアのバックパッカー旅をしていたサカタルージが、友人のすすめで沖縄へ。

## 登場人物

### 主要人物
作者と、ほぼ複数の章に登場する人物。
サカタルージ
作者であり、主人公（以降、作者）。刺激を求めて「今回もアジアかな」と思ったところ、友人が「沖縄がいい、行くとわかる」と言われて、友人に言われた沖縄のゲストハウス「月光荘」へやってきた。
ネーネー
作者とよく沖縄で逢うのだが（夜は静かに泊まりたいと）、学校サークル的雰囲気の「月光荘」は（作者の常連宿でありながら）避けている。本編イラストには登場しないが、各章最後のコラムを担当。琉球語で「姉」の意味だが（自称・他称同一の）あだ名であり、作者の姉（後述）ではない。
ヒデ
月光荘の常連スタッフ、作者と同じ同宿者だったころは道売りもしていた。いったん、東京に戻るがその後、沖縄へ移住（月光荘には住んでいない）。作者は彼の友人に飯をおごってもらったことがある。
ギター弾き
月光荘の住人。彼の演奏が独特過ぎて、作者は引き気味。

### 月光荘
作者が常連宿としているゲストハウスの人々。
雨宮柊一郎（あめみや しゅいちろう）
通称・アメシュウ、月光荘のオーナー。宿の増改築を自ら率先して行うなど、かなりアグレッシブである（もちろん、彼の有人や常連客、スタッフも手伝った）。また、暇を持て余した作者と数名の女子を海へ連れて行った事もあった。
石川さん
沖縄の建設会社に勤めていたころは、こちらの住人であったが、後に那覇市内にゲストハウスを開業。
Ｍさん
道売り（路上で売り物を置いて、販売して生計を立てている）をしている。道売りはほかにアメミヤさん、カンちゃん、悦ちゃん、タカベさんなど。
マッサージ男
マッサージで生計をたてていたが、うまくいかず大阪へ帰っていった。

### 食べて飲んで
沖縄での飲食関係。
くみのおばちゃん
作者がほぼ常連としている大衆食堂の女将。十分お腹を空かせ、カウンター中央以外に座り、料理などは自分で取りに行く。オムライスは手間がかかるので作りたがらない。
タカヤ
インターネットチャットで知り合った友人。「暇なら模合があるからこい！」と言われて、彼と待ち合わせ。

### ルーズな観光
作者が沖縄本島を観光。
鈴木
知人に「北谷へ行くならあそこのカレーを食べた方がいい」と勧められて作者が来店、北谷フリーマーケットで露天カレー店を営む。早速、作者は彼のカレーを注文、購入して食す。
サヨ
北谷フリーマーケットで出会う、東京からきて沖縄に滞在するためにいらなくなった服装などを売る。米軍基地内のサルサ教室に通っている彼女に頼み込んで見学、その後は作者が興味本位で（サルサ教室が行われている）センター内を探検。
マサコ
作者が鈴木から購入したカレーを食べていた時に出会った、京都出身で沖縄では美容関係の仕事をしている。のちに結婚して子供もいる。アイコとは沖縄で知り合い、（作者と出会ったときは）同居している。
アイコ
マサコの相棒で、滋賀県出身。作者はマサコとともに彼女の職場である琉球村（本島北部にある琉球文化のテーマパーク）へ。
ケイ
国頭郡東村でカヌーツアーを作者と楽しんだ女子。
糸数
ヒッチハイクで糸満まで送ってくれたおばさん。お話し好きでハーレーに参加している。
ノゾミ、エミ。
福岡出身のノゾミ、岡山出身のエミを連れて糸満市へドライブ。ちなみに作者が散髪したノゾミは北海道出身で別人。エミは再び沖縄へ帰り、アルバイト生活をしている。
シータ
本島最北端の集落「奥」のとある民宿の看板おじいちゃん犬。作者は彼に一目ぼれをした。
サチ
作者の姉（先述のネーネーとは別人）。彼女と従妹ユキ、従弟ノリ、おばと5人で名護へリゾート旅行した。

### 本島脱出計画
沖縄本島以外の島々も訪問。
オキチャン
二度も沖縄へ行くきっかけは誰か（師匠、恋人）といった客観的なものであったが、そのうち沖縄にのめりこんでしまい、渡嘉敷島の民宿スタッフとなっている（その宿に作者は投宿した）。
眼鏡ヘルパー男
37歳独身。沖縄料理を習いに渡嘉敷島へ渡り、民宿スタッフになる。
宮平秀幸（みやひら ひでゆき）
73歳のおじい、座間味島でウミガメの保護活動をしている、とてもバイタリティ溢れる人。作者と女の子は彼の手伝いをした。
シロ
映画になった犬。座間味島の彼女（犬）に会いに、阿嘉島から泳いで渡っている。
阿嘉島で出会った面々
鹿を食べてしまったおばさん、建設関係者の人々、鹿、猫たち。
伊平屋島の建設関係者
島中をサイクリングして疲労困憊の作者を出稼ぎおじさんが誘い、彼の同僚たちと一緒に酒を飲むうちに、彼らのプレハブ小屋に宿泊できた（テント宿泊するつもりが、快適な一夜となった）。
野甫商店
伊平屋島と橋続きの島、野甫島唯一の飲食可能な店舗（食堂みたいなのはなく、小さな商店のみ）で、作者訪問時は伝統民家風であった（のちに鉄筋コンクリートに改装）。

## 書誌情報
- サカタルージ『オキナワ散歩日和』双葉社 ISBN 4-575-29512-4